# Brachionidium folsomii
Brachionidium folsomii là một loài phong lan. Đây là loài bản địa  Trung Mỹ (Costa Rica, Guatemala, Panama).